# Хронологія розвитку мікроскопа

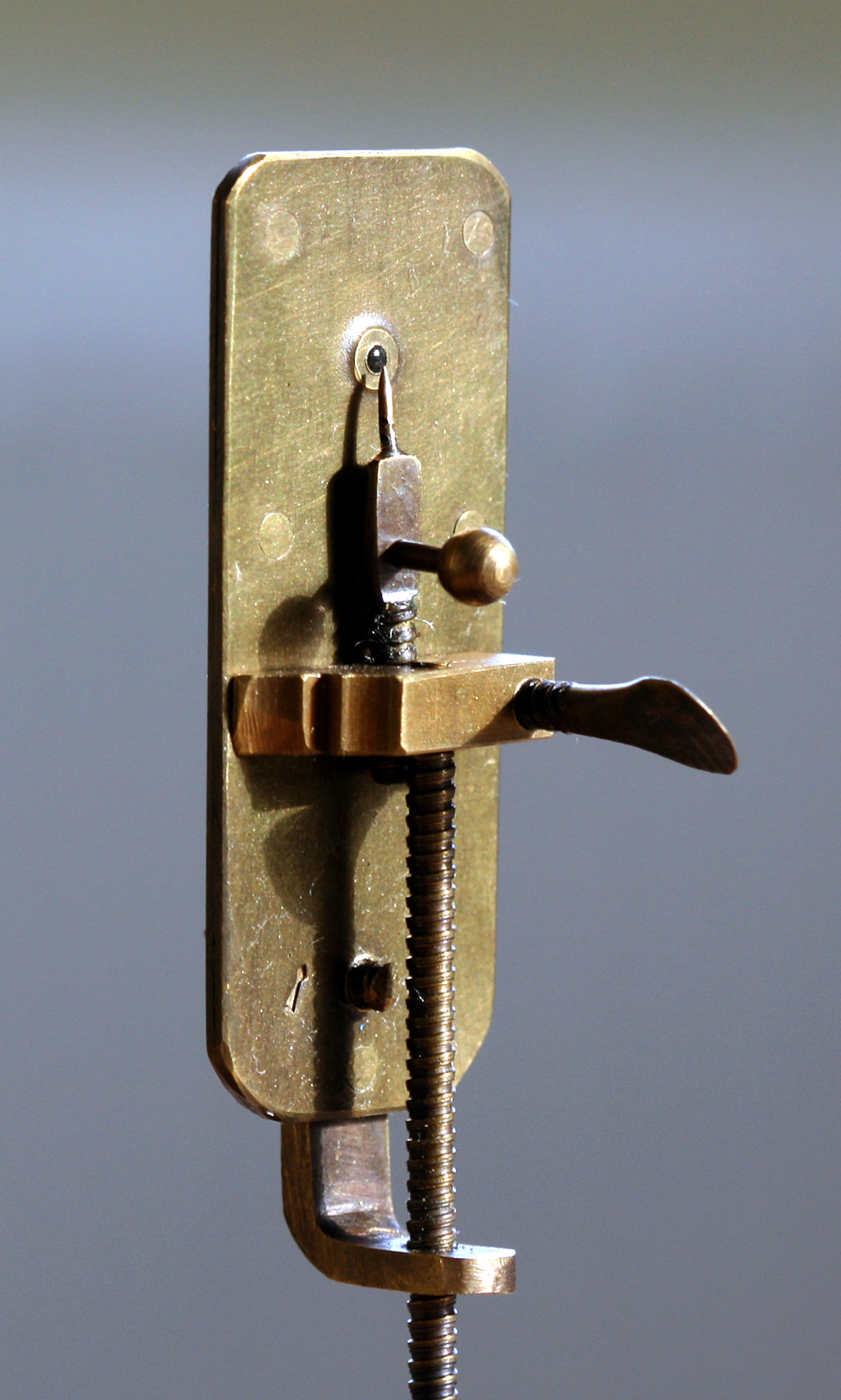
Репліка мікроскопа Левенгука.

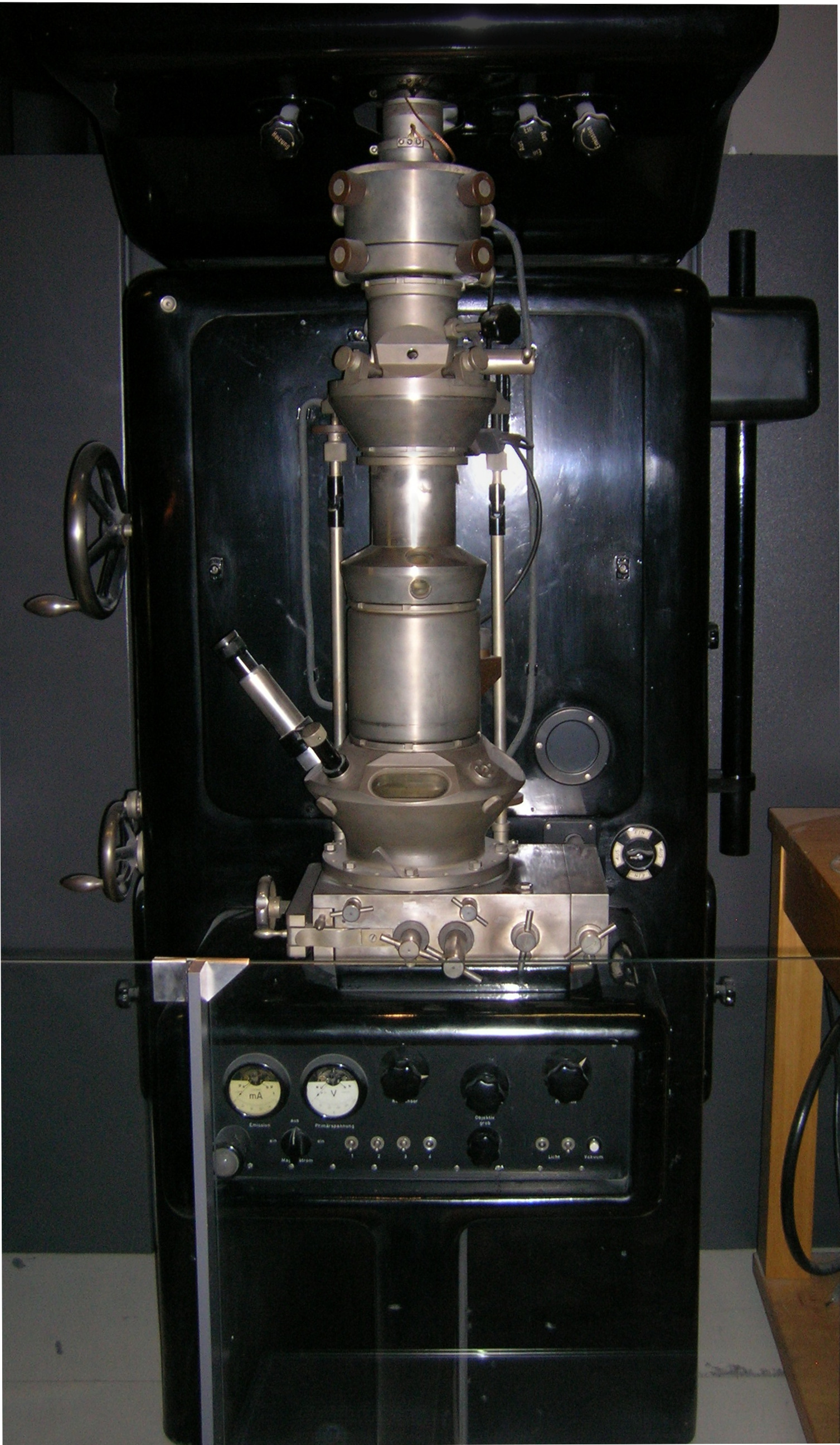
Електронний мікроскоп створений Ернстом Руска в 1933

- 1590 — Голландські виробники окулярів Ганс Янсен і його син Захарій Янсен, за свідченнями їх сучасників П'єра Бореля (Pierre_Borel) 1620—1671 або 1628—1689 і Вільгельма Боріля 1591—1668), винайшли зби́раний оптичний мікроскоп.
- 1609 — Галілео Галілей зібрав мікроскоп з опуклою й увігнутою лінзами.
- 1612 — Галілей демонструє оккіоліно (occhiolino — «маленьке око») польському королю Сигізмунду Третьому.
- 1619 — Корнеліус Дреббель (1572—1633) презентує в Лондоні мікроскоп з двома опуклими лінзами.
- 1622 — Дреббель показує свій винахід у Римі.
- 1624 — Галілей показує оккіоліно принцу Федеріку (Federico_Cesi), засновнику Національної академії деї Лінчеї.
- 1625 — Джованні Фабер (Giovanni_Faber) (1574—1629), друг Галілея з Академії рисьооких, пропонує для нового винаходу термін мікроскоп за аналогією з  телескопом.
- 1664 — Роберт Гук публікує свою працю «Мікрографія», збірку біологічних гравюр мікросвіту, де вводить термін клітина для структур, які він побачив у  корі коркового дуба. Книга, надрукована у вересні 1664 (часто датується 1665 роком), суттєво вплинула на популяризацію мікроскопії, головним чином завдяки чудовим  ілюстраціям.

- 1674 — Антоні ван Левенгук удосконалює мікроскоп: тепер прилад дозволяє бачити одноклітинні організми. Мікроскоп Левенгука доволі простий: це звичайна пластинка з лінзою  в центрі. Спостерігач має дивитися крізь лінзу на закріплений з іншого боку зразок, крізь який проходило яскраве світло від вікна або свічки. Незважаючи на простоту, конструкція дозволяла отримати збільшення, яке у декілька разів перевищувало кратність мікроскопів того часу: це дозволило вперше побачити еритроцити, бактерії (1683), дріжджі, найпростіших, сперматозоїди (1677), будову очей комах і м'язових волокон, інфузорії та багато їх форм. Левенгук відшліфував понад п'ятисот лінз і виготовив принаймні 25 мікроскопів різних типів, з яких збереглося тільки дев'ять. Мікроскопи, що збереглися до наших днів, здатні збільшувати зображення в 275 разів, однак існують неперевірені свідчення про те, що деякі з мікроскопів Левенгука мали 500-кратну силу збільшення.
- 1863 — Генрі Кліфтон Сорбі розробляє поляризаційний мікроскоп з метою дослідження складу і структури метеоритів.
- 1866-1873 — Ернст Аббе відкриває число Аббе і першим розвиває теорію мікроскопа. Це призводить до прориву в техніці створення мікроскопів, яка до того моменту головним чином ґрунтувалася на методі проб і помилок. Компанія «Карл Цейс» використовує це відкриття і стає провідним виробником мікроскопів того часу.
- 1931 — Ернст Руска починає створення першого електронного мікроскопа за принципом просвічуючого електронного мікроскопа (Transmission Electron Microscope — TEM). Як самостійна дисципліна формується електронна оптика. За цю працю у 1986-му році йому буде присвоєна Нобелівська премія.
- 1936 — Ервін Вільгельм Мюллер польовий емісійний мікроскоп.
- 1938 — Джеймс Хіллір (James_Hillier) створює другий ТЕМ.
- 1951 — Ервін Мюллер винаходить польовий іонний мікроскоп і першим бачить атоми.
- 1953 — Фріц Церніке, професор теоретичної фізики, одержує Нобелівську премію з фізики за свій винахід фазово-контрастного мікроскопа.
- 1955 — Єжі Номарський (Georges_Nomarski[en]), професор мікроскопії, опублікував теоретичні основи диференційно інтерференційно-контрастної мікроскопії[1].
- 1967 — Ервін Мюллер додає час-пролітний мас-аналізатор до свого польового іонного мікроскопа, створивши перший зондуючий атомний мікроскоп (Atom_probe[en]) і дозволивши тим самим здійснювати хімічну ідентифікацію кожного індивідуального атома.
- 1981 — Герд Бінніг і Генріх Рорер розробляють скануючий тунельний мікроскоп (англ. Scanning Tunneling Microscope — STM).

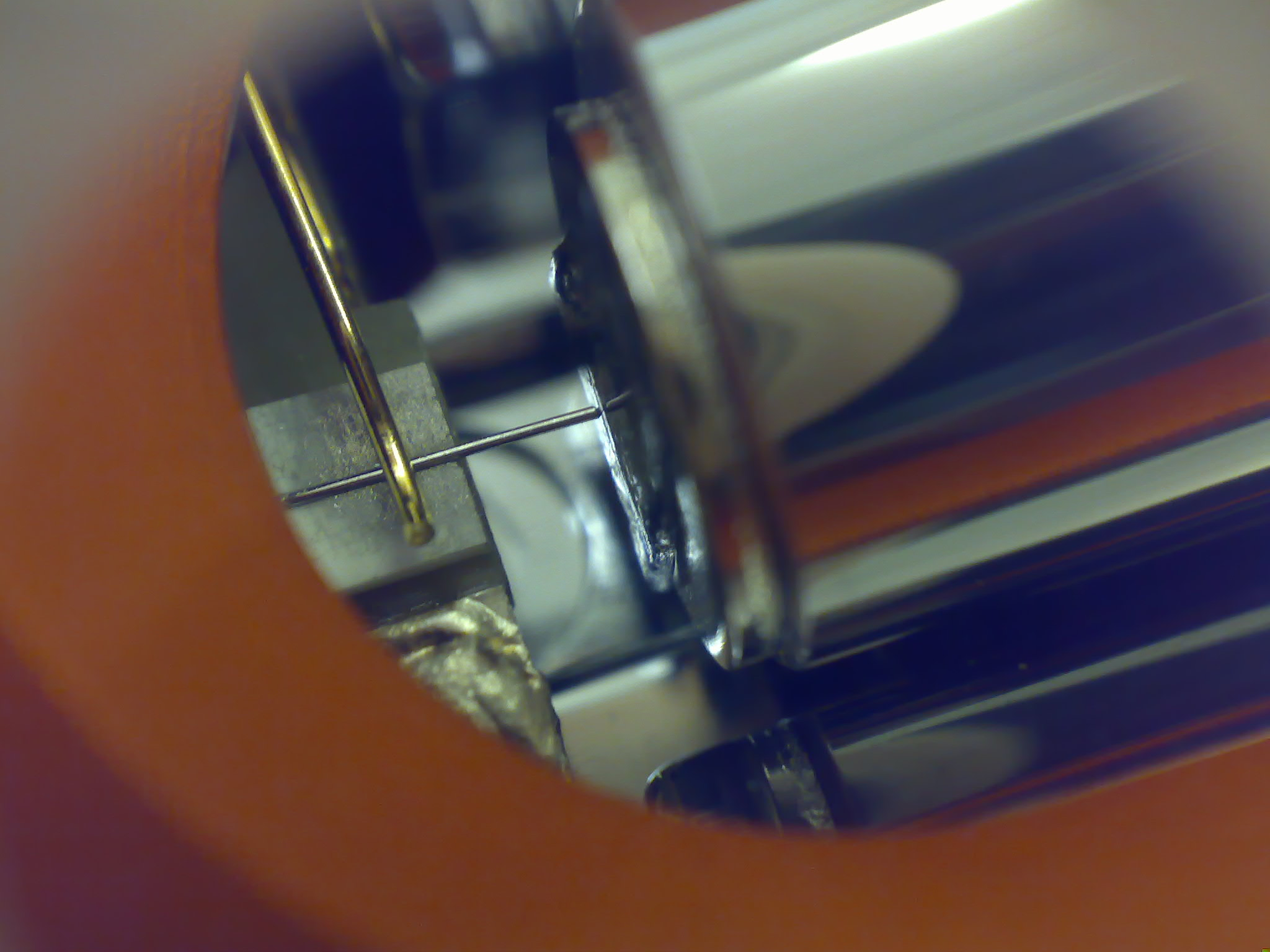
Платиноіридієва голка скануючого тунельного мікроскопа зблизька

- 1986 — Герд Бінніг, Квейт Кельвін[en] i Крістоф Гербер[en] створюють атомно-силовий мікроскоп (AFM). Бінніг і Рорер одержують Нобелівську премію за винахід скануючого тунельного мікроскопа.
- 1988 — Альфред Церезо, Теренс Годфрі і Джордж Сміт[en] застосували позиційно-чутливий детектор у зондуючому атомному мікроскопі, дозволяючи за допомогою нього бачити положення атомів у тривимірному просторі.
- 1988 — Кінго Ітайя (англ. Kingo Itaya) винайшов електрохімічний скануючий тунельний мікроскоп (Electrochemical_scanning_tunneling_microscope[en].
- 1991 — Винайдено метод силового зондування Кельвіна (Kelvin_probe_force_microscope[en]) (Метод зонда Кельвіна, Kelvin Probe Force Microscopy, KPFM).
- 2014 — Мікроскоп XXI століття: молекули живої клітини в режимі реального часу[2]
- 2015 — одночасткову кріоелектронну мікроскопію названо проривним методом 2015 року[3]